# Джубако
Джубако (яп. 重 箱) — коробка з кількома ярусами, що використовуються для зберігання та подачі їжі в Японії. Зазвичай, такі коробки лаковані та елегентно декоровані.
Джубако використовуються для обіду на винос як бенто, або для зберігання традиційних страв для японського Нового року — осечі-ріорі. Страви осечі-ріорі, що подаються в джубако мають глибоке символічне значення, як власне і використання коробки джубако — коробка має кілька ярусів, що символізує «нашарування удачі та щастя». Традиційно, джубако для осечі має п'ять ярусів, однак заповнюються лише верхні чотири. Нижній ярус залишається пустим, він використовуються «для отримання благословення від богів». Однак, останніми роками трьохярусні коробки набирають популярності. Вважається, що наповнення джубако п'ятьма, сімома або дев'ятьма типами їжі приносить вдачу, бо 5, 7 та 9 є щасливими числами в японській культурі.

## Галерея

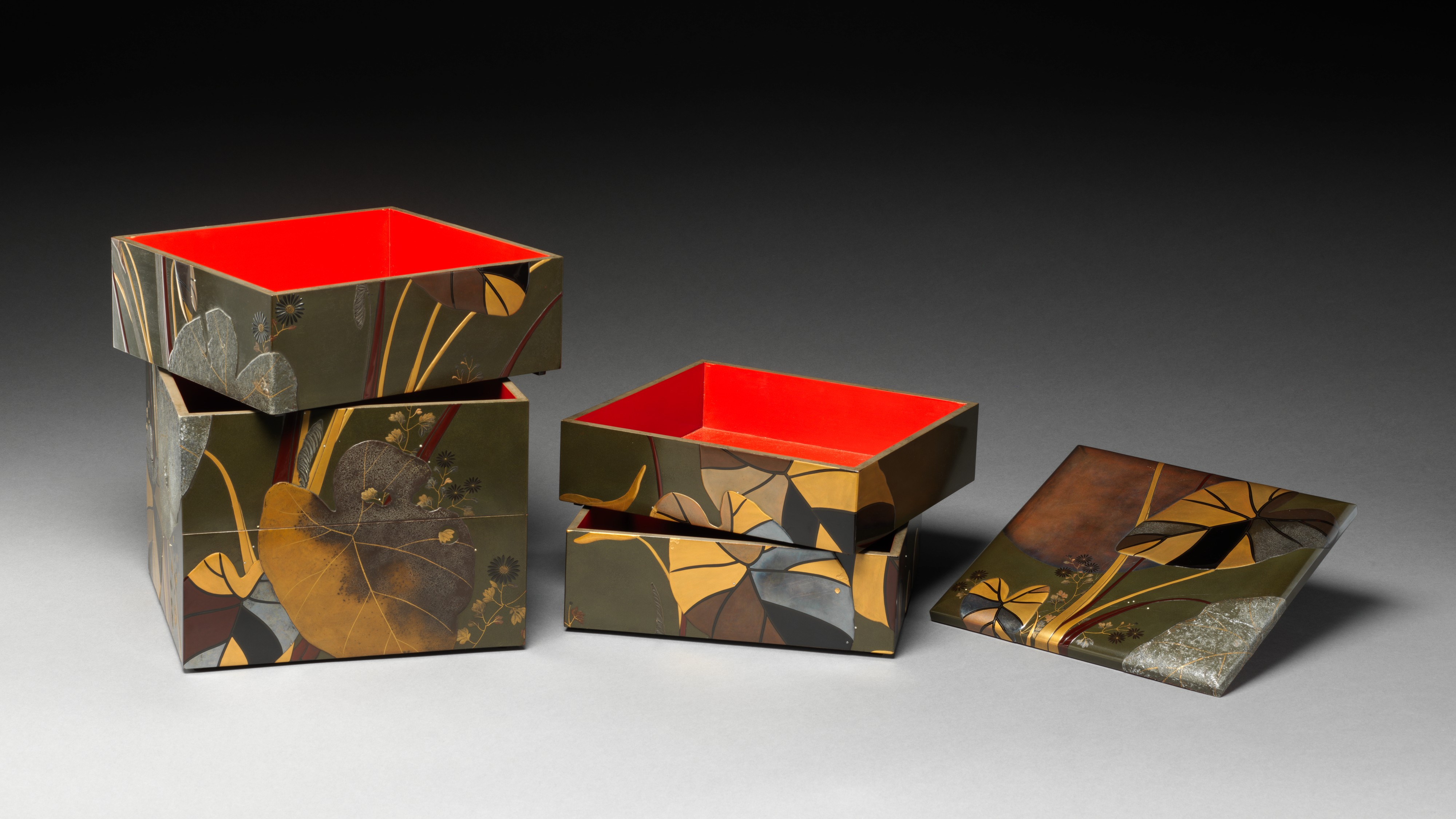
Джубако середини XIX століття Сібати Дзесіна, розміщена в Музеї мистецтв Метрополітен
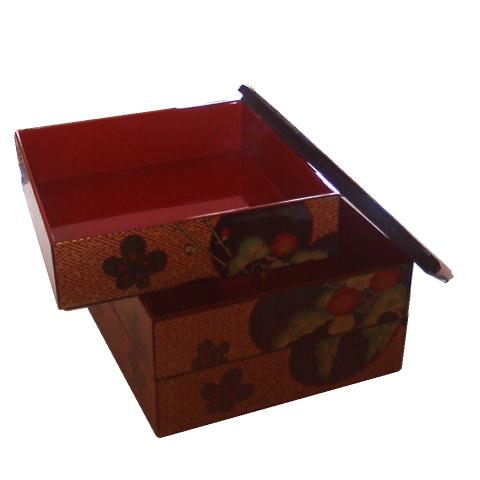
Приклад джубако
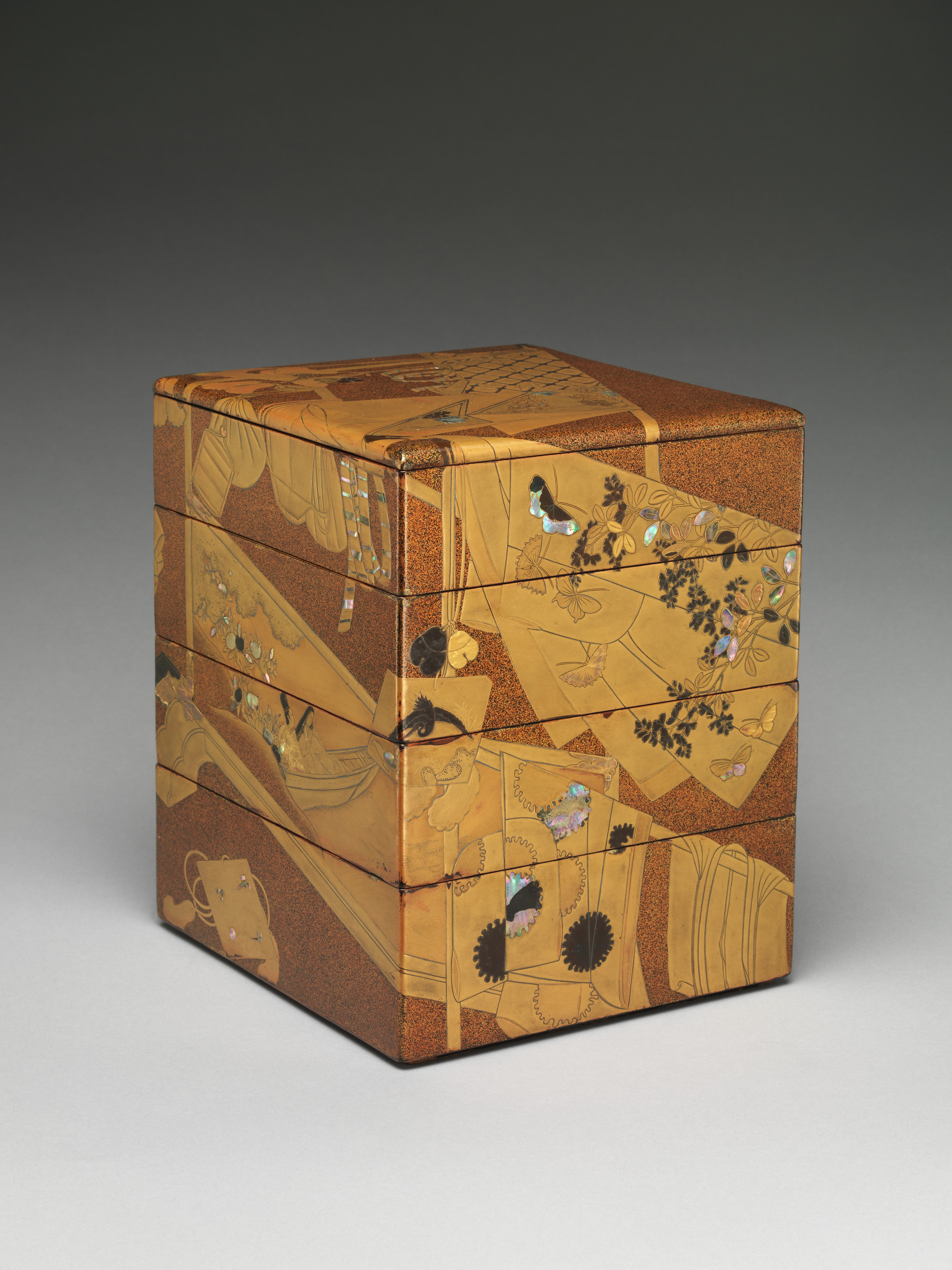
Джубако з дерева, золотої та срібної фольги, XVIII століття
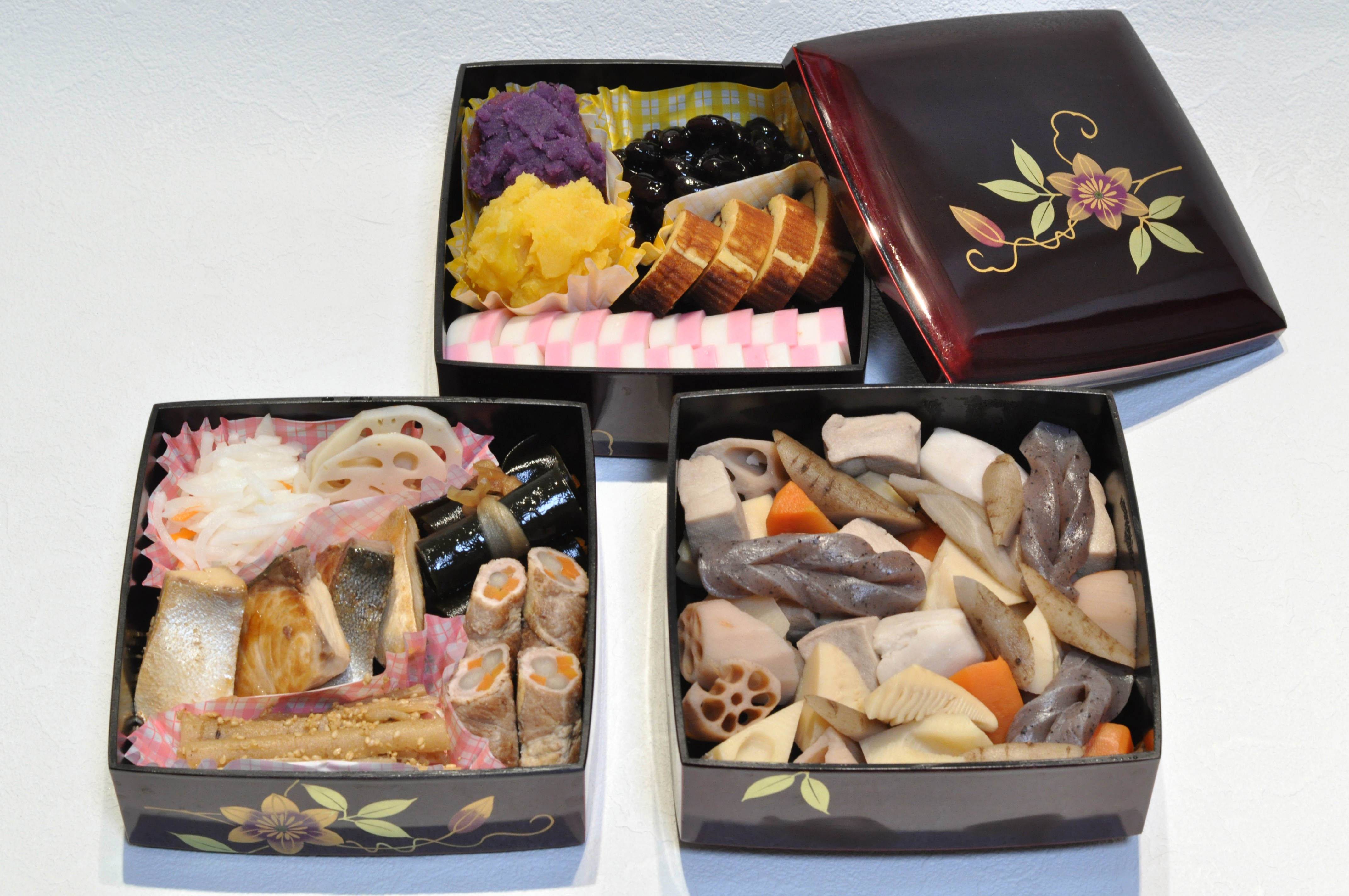
Приклад осечі-ріорі в джубако